# Песочница (дем Лерин)
 Тази статия е за селото в Гърция.  За селото в България вижте Песочница (област Монтана).  
Песо̀чница (изписване до 1945 година: Пѣсочница; на гръцки: Αμμοχώρι, Амохори, катаревуса: Αμμοχώριον, Амохорион, до 1927 година Πεσόσνιτσα, Песосница) е село в Република Гърция, в дем Лерин (Флорина), област Западна Македония.

## География
Селото е разположено в Леринското поле, на 9 километра източно от демовия център Лерин (Флорина) и на 4 километра северно от Кучковени (Перасма) на Мала река (Μάλα ρέκα).

## История

### В Османската империя
В 1848 година руският славист Виктор Григорович описва в „Очерк путешествия по Европейской Турции“ Пѣшошница като българско село. В 1861 година Йохан фон Хан на етническата си карта на долината на Вардар отбелязва Песочница като българско село. В 1900 година според Васил Кънчов („Македония. Етнография и статистика“) в Песочница живеят 850 българи християни и 200 турци.
На Етнографската карта на Битолския вилает на Картографския институт в София от 1901 година Песошница е смесено село българи, власи, албанци и турци в Леринската каза на Битолския санджак със 156 къщи.
Според рапорт на българския търговски агент в Битоля Андрей Тошев в края на 1902 година цялото село (156 къщи), част от Леринска епархия, което дотогава е разделено на патриаршистко-екзархийско, признава върховенството на Българската екзархия. По данни на секретаря на екзархията Димитър Мишев („La Macédoine et sa Population Chrétienne“) в 1905 година в Песочница има 800 българи екзархисти. В Песочница работи българско училище с учител Б. Ацев.

### В Гърция
През Балканската война в 1912 година в селото влизат гръцки части и след Междусъюзническата в 1913 година селото остава в Гърция. Боривое Милоевич пише в 1921 година („Южна Македония“), че Пешошница има 120 къщи славяни християни и 30 къщи турци. През 20-те години турското население се изселва от Песочница и на негово място са заселени 156 души понтийски гърци бежанци от Турция. В 1927 година името на селото е преведено на Амохори, Пясъчно село.
По време на Втората световна война селото е окупирано от германски части и в него е отворено българско училище.
Църквите в Песочница са „Свети Атанасий“ (1910), „Свети Николай“ (1960) и „Свети Георги“ (1980). Селото празнува на Гергьовден, 23 април.
| Име      | Име       | Ново име   | Ново име   | Описание                                                       |
| -------- | --------- | ---------- | ---------- | -------------------------------------------------------------- |
| Сини вир | Σίνιβιρ   | Валтотопи  | Βαλτοτόπι  | местност по Стара река на Ю от Песочница                       |
| Гиневец  | Γίνεβετς  | Калотопос  | Καλότοπος  |                                                                |
| Струбел  | Στρούμπελ | Нерофагома | Νεροφάγωμα | местност на ЮИ от Песочница и на СЗ от Въртолом                |
| Пасич    | Πάσιτς    | Пападия    | Παπαδιά    | местност на И от Песочница и на С от Въртолом и на ЮЗ от Росен |
| Дабието  | Ντάμπιετο | Валанидиес | Βαλανιδιές | местност на СИ от Песочница и на ЮЗ от Борешница               |

### Преброявания
- 1913 – 794 жители
- 1920 – 796 жители
- 1928 – 1092 жители, от които 49 бежански семейства със 195 души.[17]
- 1940 – 1508 жители
- 1951 – 1582 жители
- 1961 – 1510 жители
- 1971 – 1310 жители
- 2001 – 1294 жители
- 2011 – 1250 жители

## Личности
Родени в Песочница
- Джим Антон (1944-2007), активист на македонистката диаспора в Австралия
- Георги Попиванчев, български революционер от ВМОРО
- Димитър Гердев, български революционер
- Иван Андреев, свещеник, български активист в годините на Втората световна война, определен от гръцките власти в 1942 година като „български пропагандатор“ и „фанатик“[18]
- Мице Гърдечки или Гърдецки, български революционер от ВМОРО
- Кице Пешошчето, български революционер от ВМОРО, издател в България
- Константин Вълканов (1868 – 1927), български просветен деец
- Наум Петров (1869 – 1940), български революционер
- Наум Гинков, деец на ВМОРО, учител в село Гявато, войвода на песочнишката чета по време на Илинденско-Преображенското въстание[19]
- Наум Гирдас, Гърдев (Ναούμ Γίρδας), гръцки андартски деец от трети клас[20]
- Никола Маринчев (1884 – 1932), български революционер
- Христо Вълканов (1874 – 1905), български просветен деец и революционер

Български революционери, участници в Охрана
- Никола Минчев, Тодор Кечев, Димитри Попов, Йорги Манов, Стефан Янев, Димитри Александров, Кочо Гардевски, Лазо Янев, Тодор Апидопулос, Методи Александров, Ристо Стойков, Ристо Николо Неоказин, Кочо Георгиоев Алебаков, Йорги Евангелов, Ставре Александров, Тодор Янев, Йордан К. Ложенов, Лазо Наум Гьозев, Ставре Йоргев Анастасов, Йорги Боглев, Траян Боглев, Кирко Клев, Йорги Крокаров, Ставре Янев, Еманулев, Йорги Апидопулос, Митре Еманулев, Йорги Маринчев, Пандо Ставров Анастасов, Александър Мирчев, Атанас Крокаров, Пандо Николов Манафов[21]